# Ferula licentiana
Ferula licentiana là một loài thực vật có hoa trong họ Hoa tán. Loài này được Hand.-Mazz. mô tả khoa học đầu tiên năm 1933.